# Комунар (Ісетський район)
Комуна́р (рос. Коммунар) — селище у складі Ісетського району Тюменської області, Росія.
Населення — 1517 осіб (2010, 1576 у 2002).
Національний склад станом на 2002 рік:
- росіяни — 90 %